# GlobalGAP
GlobalGap (Global Good Agricultural Practice), gọi là Thực hành nông nghiệp tốt toàn cầu, là một bộ tiêu chuẩn (tập hợp các biện pháp kỹ thuật) về thực hành nông nghiệp tốt được xây dựng để áp dụng tự nguyện cho sản xuất, thu hoạch và xử lý sau thu hoạch cho các nông sản (bao gồm cả trồng trọt, chăn nuôi, thủy sản) trên phạm vi toàn cầu.
Đây là tiêu chuẩn trước cổng trại, việc chứng nhận bao hàm toàn bộ các quá trình sản xuất ra sản phẩm, từ đầu vào trang trại như thức ăn, giống, và các hoạt động nuôi trồng cho đến khi sản phẩm rời khỏi trang trại.

## Lịch sử
Châu Âu gồm các nước công nghiệp phát triển sớm, đời sống vật chất và tinh thần của người dân được phát triển rất cao, yêu cầu về thực phẩm đạt tiêu chuẩn vệ sinh an toàn thực phẩm là rất lớn. Trước những yêu cầu của thực tiễn, một nhóm những người buôn bán lẻ (Retailer Produce Working Group - REP), hay nhóm các siêu thị tại Châu Âu có sáng kiến xây dựng nên một bộ các tiêu chuẩn thực hành sản xuất nông nghiệp tốt (GAP) nhằm làm tăng sự tin tưởng của hách hàng đối với thực phẩm an toàn thông qua việc áp dụng GAP của người sản xuất. Năm 1997, bộ tiêu chuẩn EurepGAP được thiết lập đầu tiên tại châu Âu, từ đó lan rộng sang các nước khác trên phạm vi toàn thế giới. Đến ngày 7 tháng 9 năm 2007, EurepGAP đã đổi tên chính thức thành GlobalGAP.
Sản phẩm đạt tiêu chí GlobalGAP dễ tiêu thụ, đạt tiêu chuẩn an toàn thực phẩm, nhưng bao gồm nhiều tiêu chí khó thực hiện. Chính vì vậy, hiện nay, một số nước đã dựa trên GlobalGAP để xây dựng bộ tiêu chuẩn riêng để phù hợp với tình hình sản xuất và nhu cầu tiêu dùng tại địa phương.
Dựa trên GlobalGAP, Việt Nam đã xây dựng hàng loạt quy trình, quy phạm thực hành sản xuất tốt (VietGAP) trong ngành nông nghiệp từ năm 2008.

## Mục tiêu, ý nghĩa
Mục tiêu cơ bản của GlobalGAP là an toàn thực phẩm và truy xuất nguồn gốc. Bên cạnh đó, GlobalGAP cũng đề cập đến các vấn đề khác như an toàn, sức khỏe và phúc lợi cho người lao động và bảo vệ môi trường.
Những nông sản đáp ứng được GlobalGAP nghĩa là được thừa nhận đảm bảo chất lượng trên toàn cầu (được cấp chứng nhận) thì phải trải qua một hệ thống kiểm soát vận hành nghiêm ngặt, tối ưu, và phải tốn thêm một khoản chi phí đáng kể. Những sản phẩm được chứng nhận sẽ dễ dàng tiêu thụ, dễ dàng lưu hành ở moi thị trường trên thế giới; ở một số nước, sản phẩm đạt tiêu chuẩn sẽ cho lợi nhuận cao hơn sản phẩm thông thường cùng loại.

## Điều kiện
GlobalGAP có 252 tiêu chuẩn, bao gồm 36 tiêu chuẩn bắt buộc phải tuân thủ 100%, 127 tiêu chí có thể tuân thủ đến mức 95% cũng được chấp nhận và có 89 kiến nghị khuyến cáo nên thực hiện.
Sản phẩm đạt EurepGAP là sản phẩm khi đem bán hay lưu hành trên thị trường phải bảo đảm được các tiêu chuẩn vệ sinh an toàn thực phẩm, bắt buộc phải có nguồn gốc xuất xứ rõ ràng để khi cần có thể truy nguyên được nguồn gốc. Tất cả người sản xuất, lưu thông, phân phối đều có liên đới chịu trách nhiệm với sản phẩm của họ đối với mọi khách hàng trong và ngoài nước.
Để đạt tiêu chuẩn (hay chứng nhận) GlobalGAP, người sản xuất, thu hoạch, chế biến, tiêu thụ phải thiết lập một hệ thống kiểm tra và giám sát an toàn thực phẩm xuyên suốt bắt đầu từ khâu sửa soạn nông trại canh tác đến khâu thu hoạch, chế biến và tồn trữ. Chẳng hạn như phải làm sạch nguồn đất, đảm bảo độ an toàn nguồn nước; chọn giống cây trồng, vật nuôi sạch bệnh; lựa chọn vật tư sản xuất (phân bón, thuốc bảo vệ thực vật, thuốc thú y, thức ăn chăn nuôi...) cũng phải đảm bảo là những thuốc trong danh mục, chủ yếu là thuốc có nguồn gốc hữu cơ an toàn cho người sử dụng. Ngoài ra, những người liên quan phải ghi chép lại toàn bộ quá trình sản xuất, bắt đầu từ khâu xuống giống đến khi thu hoạch và bảo quản để phòng ngừa khi xảy ra sự cố như là ngộ độc thực phẩm hay dư lượng hóa chất vượt ngưỡng cho phép và có thể truy nguyên được nguồn gốc.